# La Blanca

La Blanca e outros sítios do período pré-clássico, cerca do ano 900 a.C..

La Blanca é um sítio arqueológico pré-colombiano mesoamericano com ocupação predominantemente do pré-clássico médio. No seu auge terá sido um dos maiores sítios mesoamericanos deste período. La Blanca localiza-se na costa pacífica da Guatemala, próximo da fronteira com o México e emergiu como o principal centro regional após o declínio do domínio de Ojo de Agua. Aparentemente La Blanca foi dominante na região durante cerca de três séculos, até ser eclipsada por Ujuxte, situada 13 km para norte.  Aqui se encontrava a mais alta pirâmide das terras baixas da costa do Pacífico, com 26 metros de altura. Aqui foi encontrada a mais antiga cerâmica policromática do estilo Ocós.

## Principais estruturas conhecidas
O Monumento 3 foi encontrado no Montículo 9, numa zona residencial que se crê ter sido utilizada sobretudo pela élite local. As escavações inicialmente efectuadas no montículo revelaram pavimentos e enterramentos. No entanto, o Monumento 3 é único na arqueologia da Mesoamérica. Trata-se de uma escultura encontrada na encosta ocidental do montículo, com a forma de um quadrifólio e feita de terra compactada e marga arenosa, revestida com um barro castanho escuro. O bordo interior da escultura foi pintado com hematite.
Pensa-se que esta escultura seria utilizada durante rituais em que se invocavam água e fertilidade. No período clássico, o quadrifólio simboliza um portal para o domínio sobrenatural. Datado de 850 a.C., trata-se do quadrifólio mais antigo conhecido na Mesoamérica. Os quadrifólios melhor conhecidos do perído pré-clássico foram encontrados em Chalcatzingo.